# Wappenweg Ennepetal
Der Wappenweg Ennepetal, auch Ennepetaler Rundweg, ist ein 55 Kilometer langer Rundwanderweg um die Stadt Ennepetal. Da er der Ennepetaler Stadtgrenze folgt, verläuft er abschnittweise auch auf dem Gebiet der Nachbarstädte Gevelsberg, Schwelm, Wuppertal, Radevormwald, Breckerfeld und Hagen.
Als Wegzeichen besitzt der Wanderweg ein stilisiertes Wappen. Die Auffrischung der Wegzeichen erfolgt in regelmäßigen Abständen durch die Ortsabteilung Voerde des Sauerländischen Gebirgsvereins.

## Sehenswürdigkeiten
Der Weg berührt folgende Sehenswürdigkeiten:
- Bahnhof Ennepetal (Gevelsberg)
- Haus Martfeld
- Naturschutzgebiet Wupperschleife Bilstein-Daipenbecke
- Kloster Steinhaus und historischer Ortskern Beyenburgs
- Beyenburger Stausee an der Wupper
- Naturschutzgebiete Spreeler Bachtal u. Brebachtal und Baumer Berg
- Spreeler Mühle
- Heilenbecker Talsperre
- Bergische Landwehr bei Filde
- Ennepetal-Burg
- Tal der Ennepe
- Hasper Talsperre
- Trasse und Viadukt Plessen der Kleinbahn Haspe–Voerde–Breckerfeld
- Landeplatz Wahl
- Hasper Bachtal
- Sternwarte Ennepetal
- Naturschutzgebiet Gevelsberger Stadtwald
- Kruiner Tunnel

## Galerie

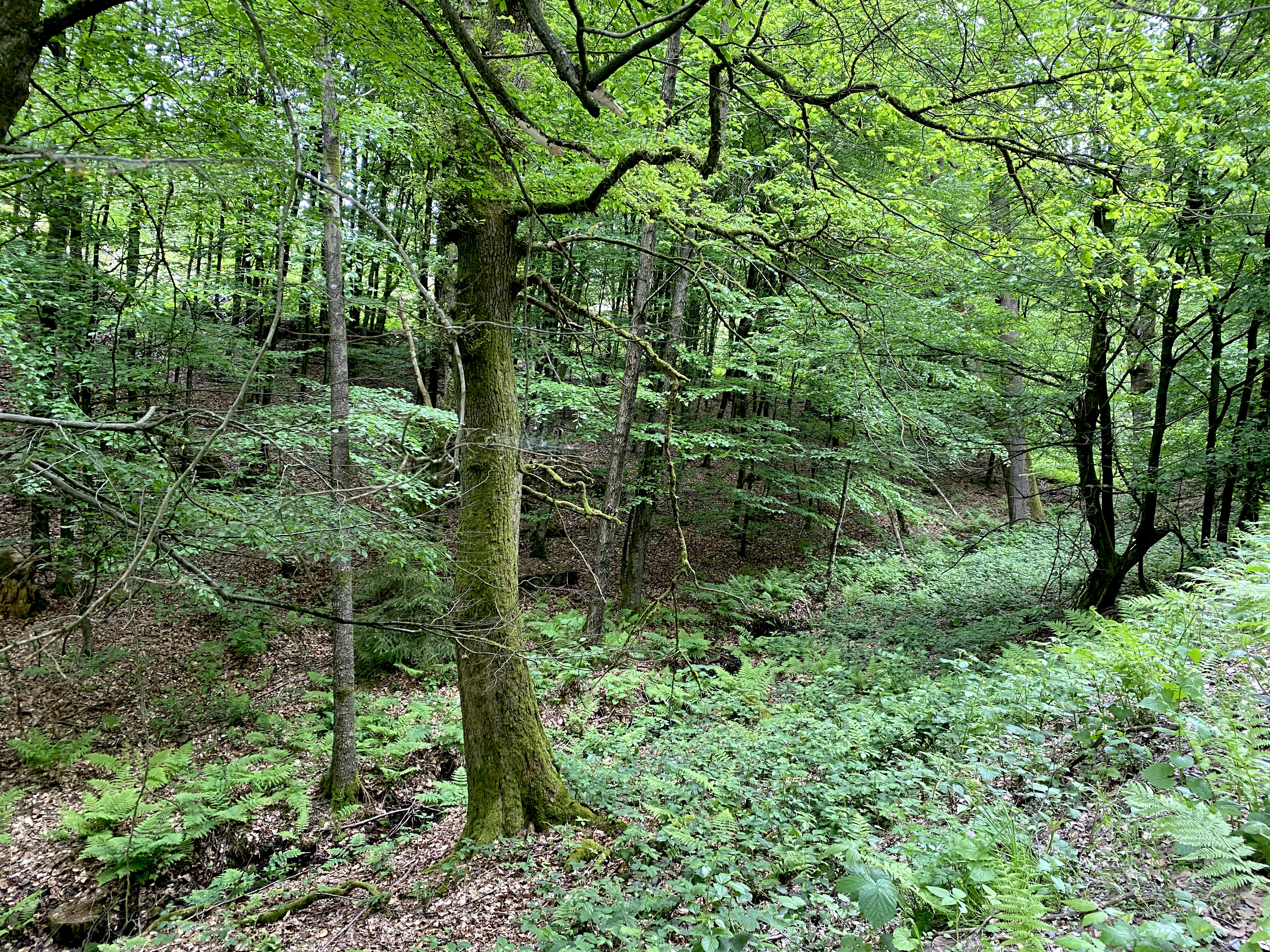
NSG Daipenbecke
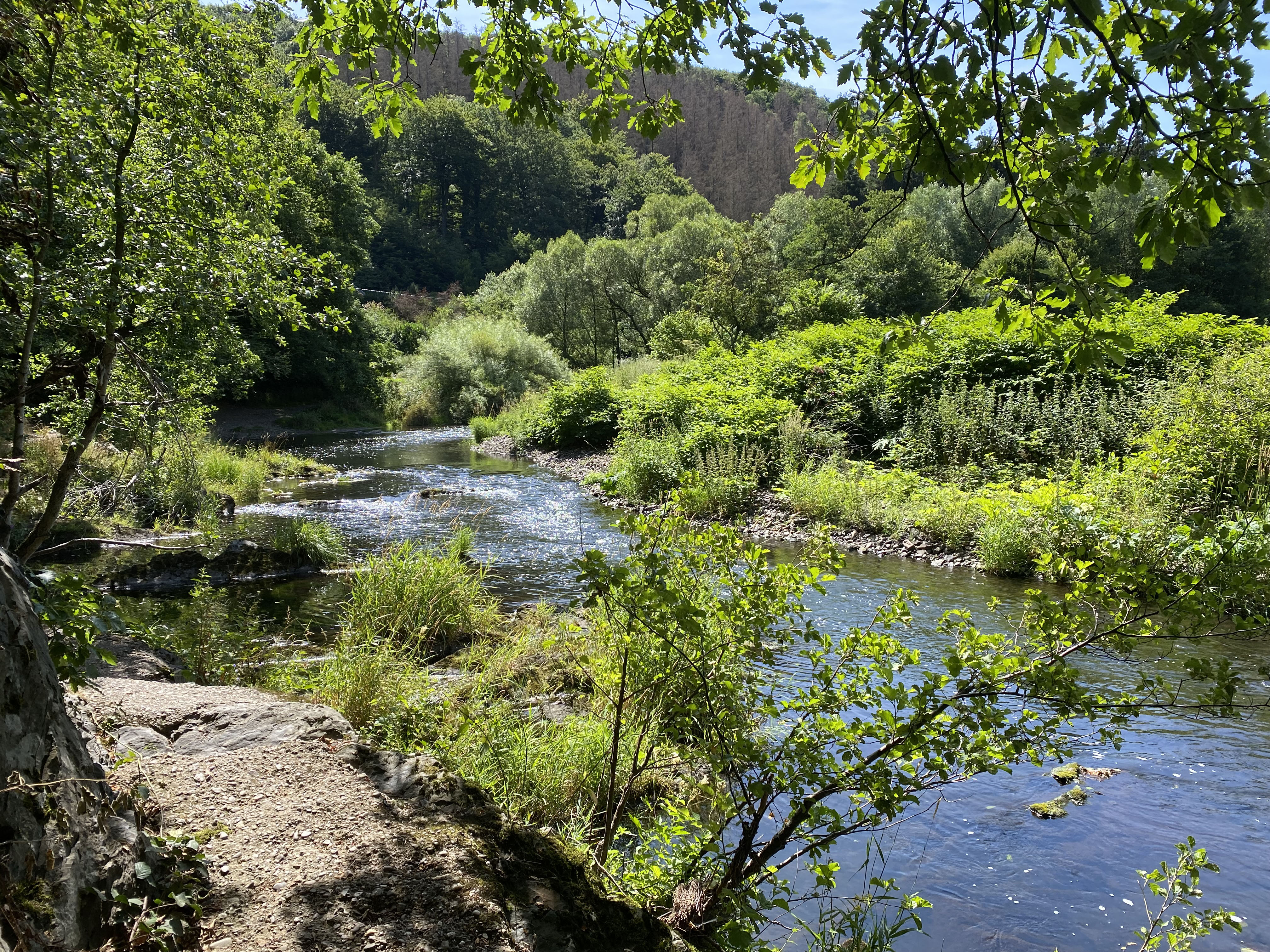
NSG Wupperschleife bei Beyenburg
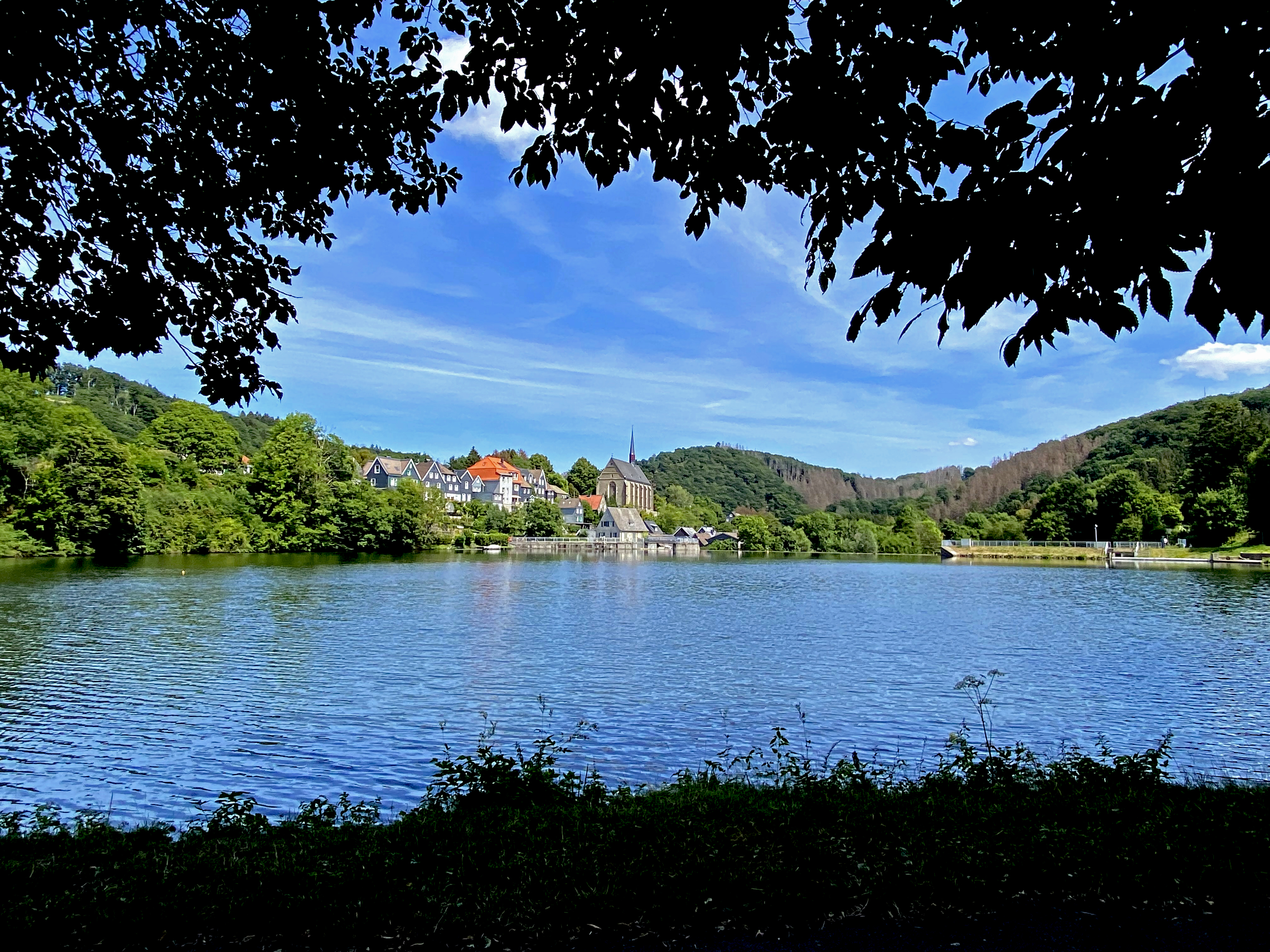
Historischer Kern von Beyenburg u. Stausee
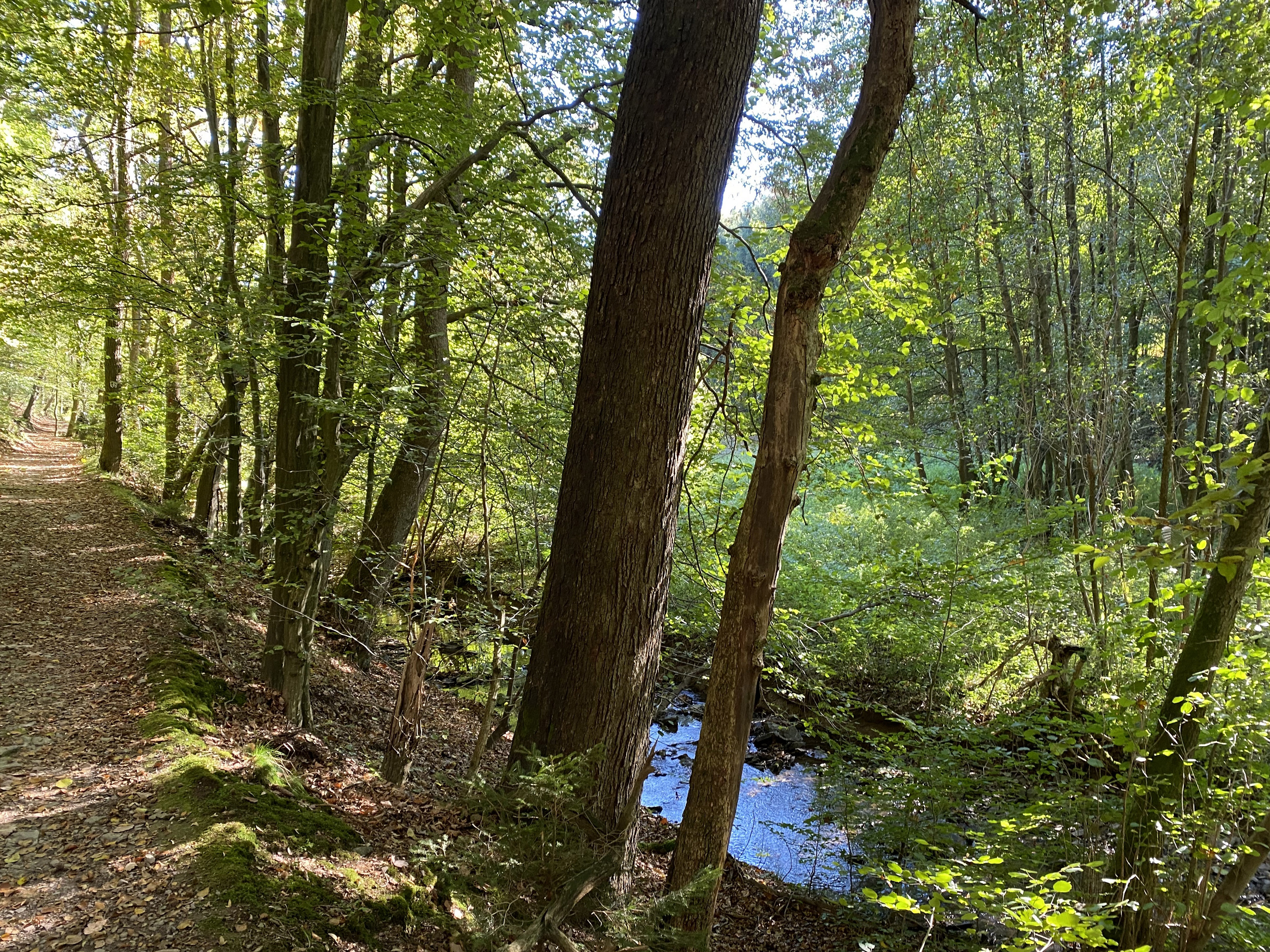
NSG Spreeler Bachtal
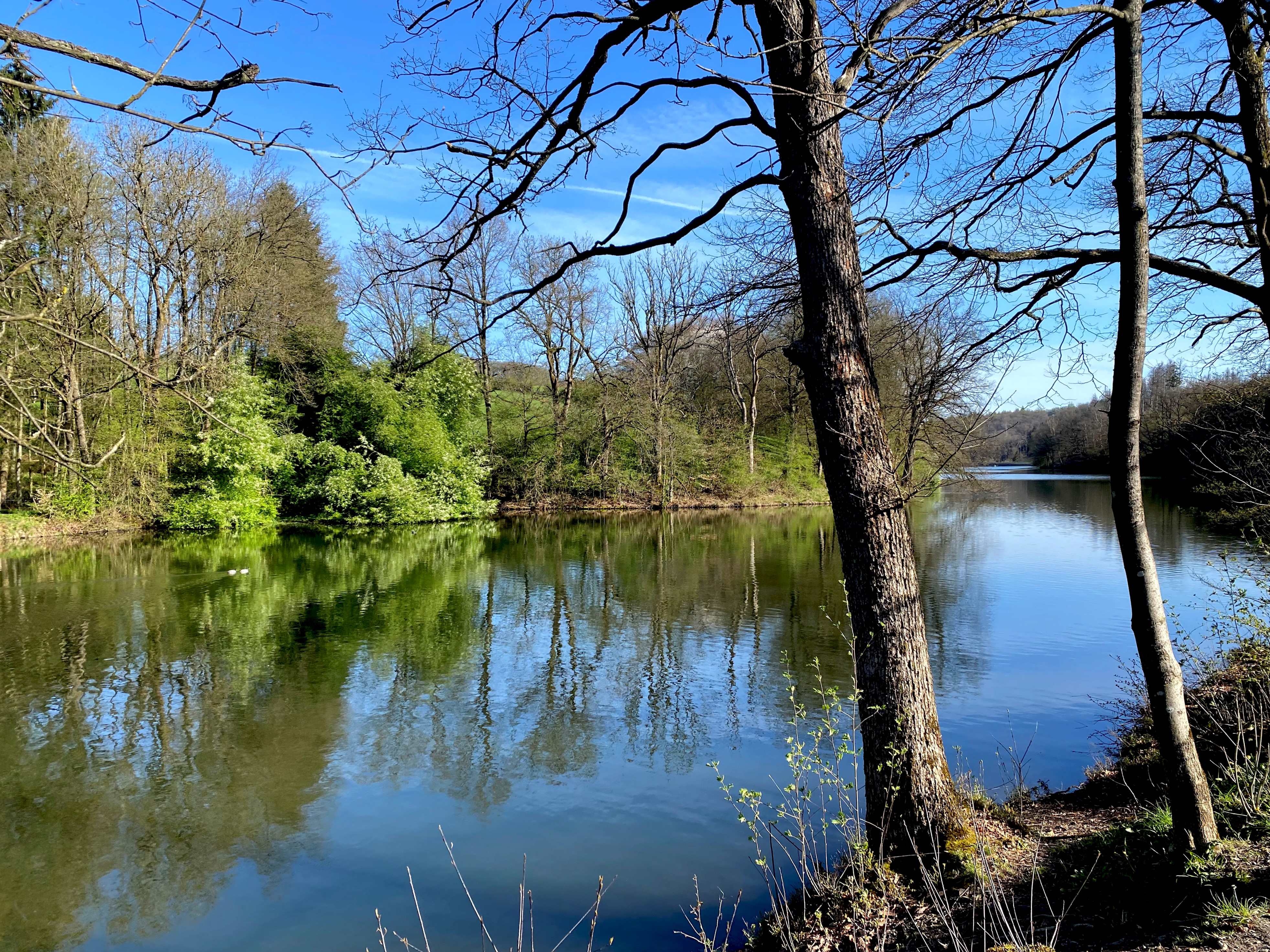
Heilenbecker Talsperre
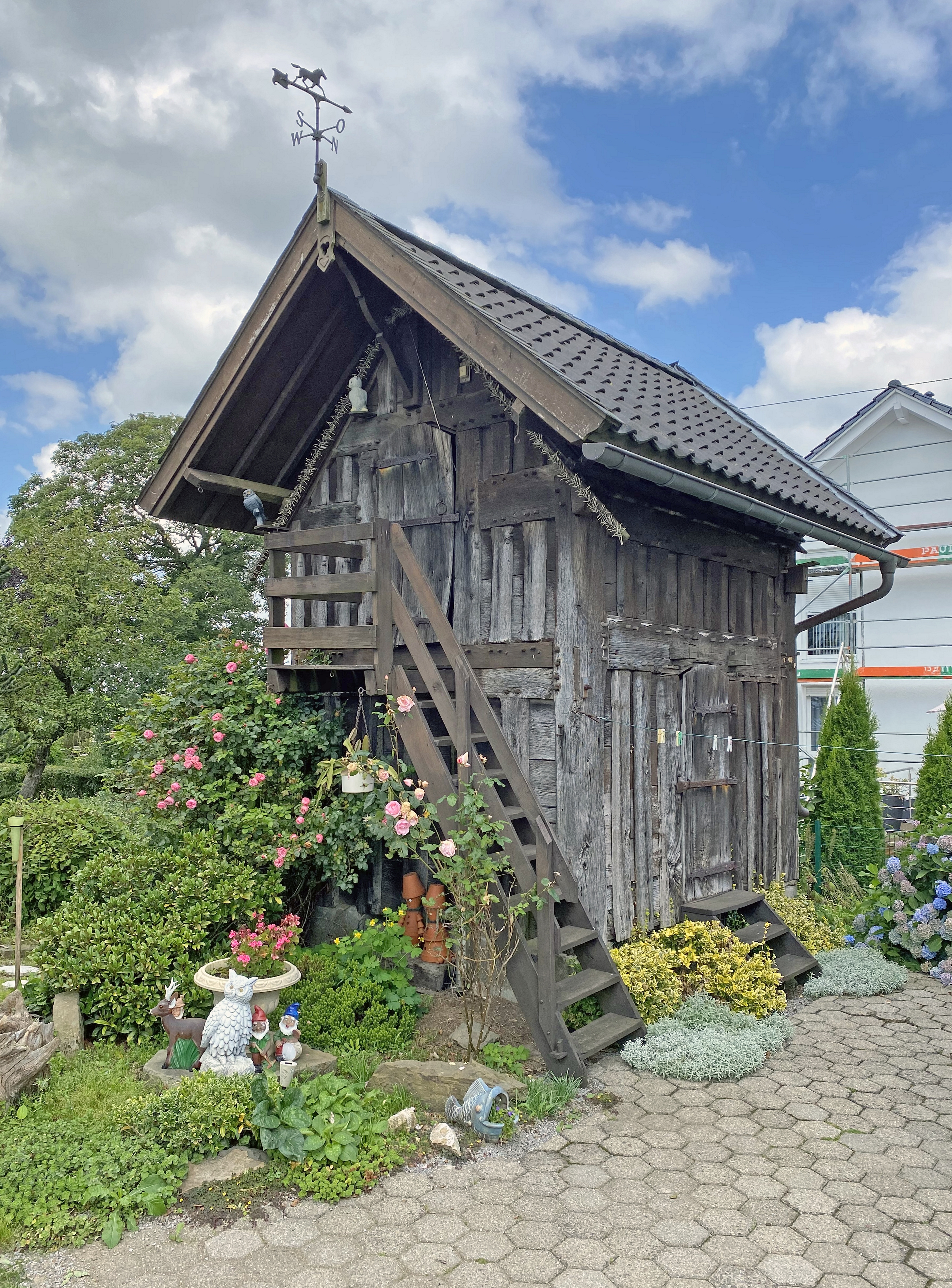
Haferkasten (1648) in Filde
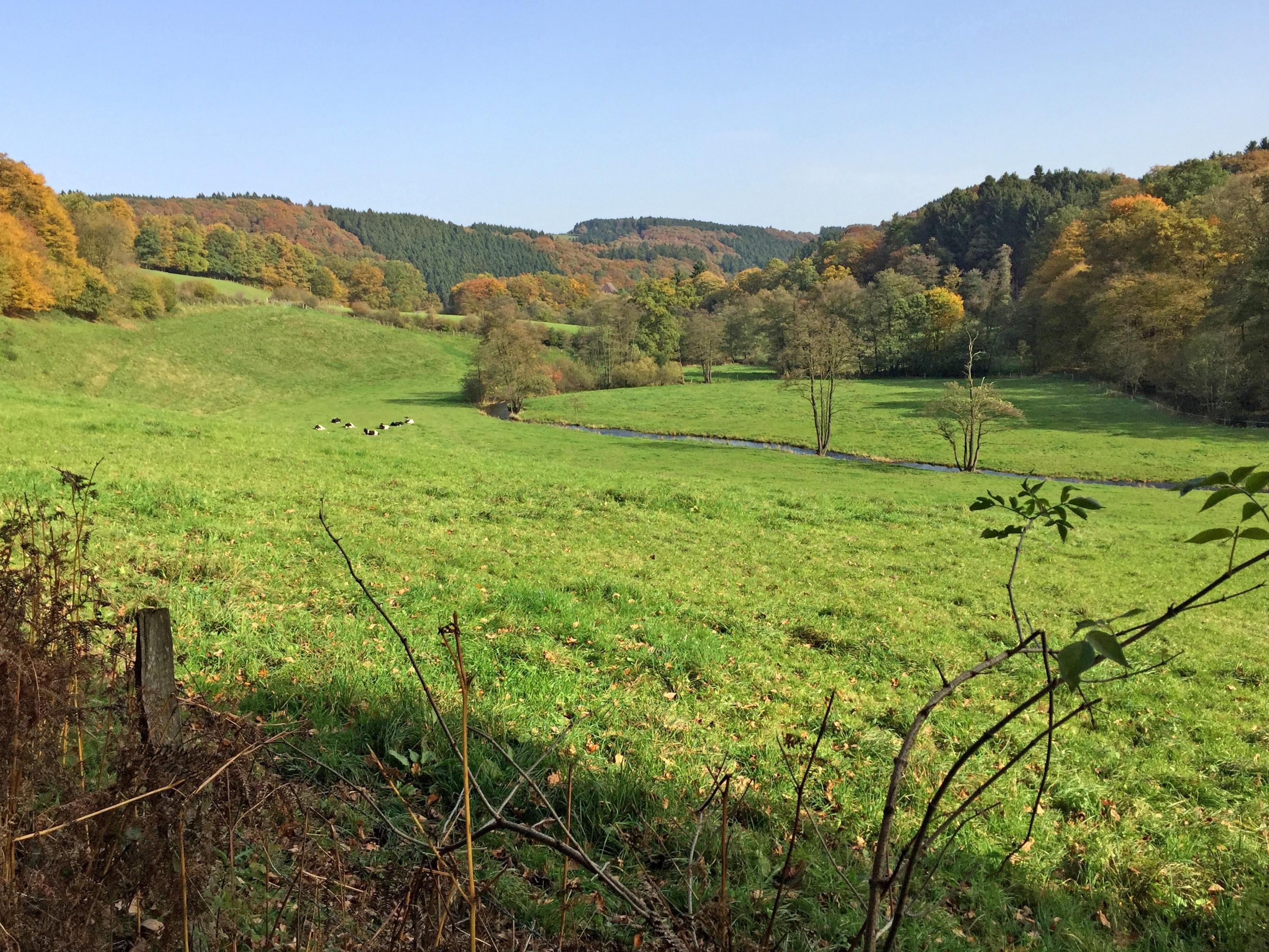
NSG Tal der Ennepe
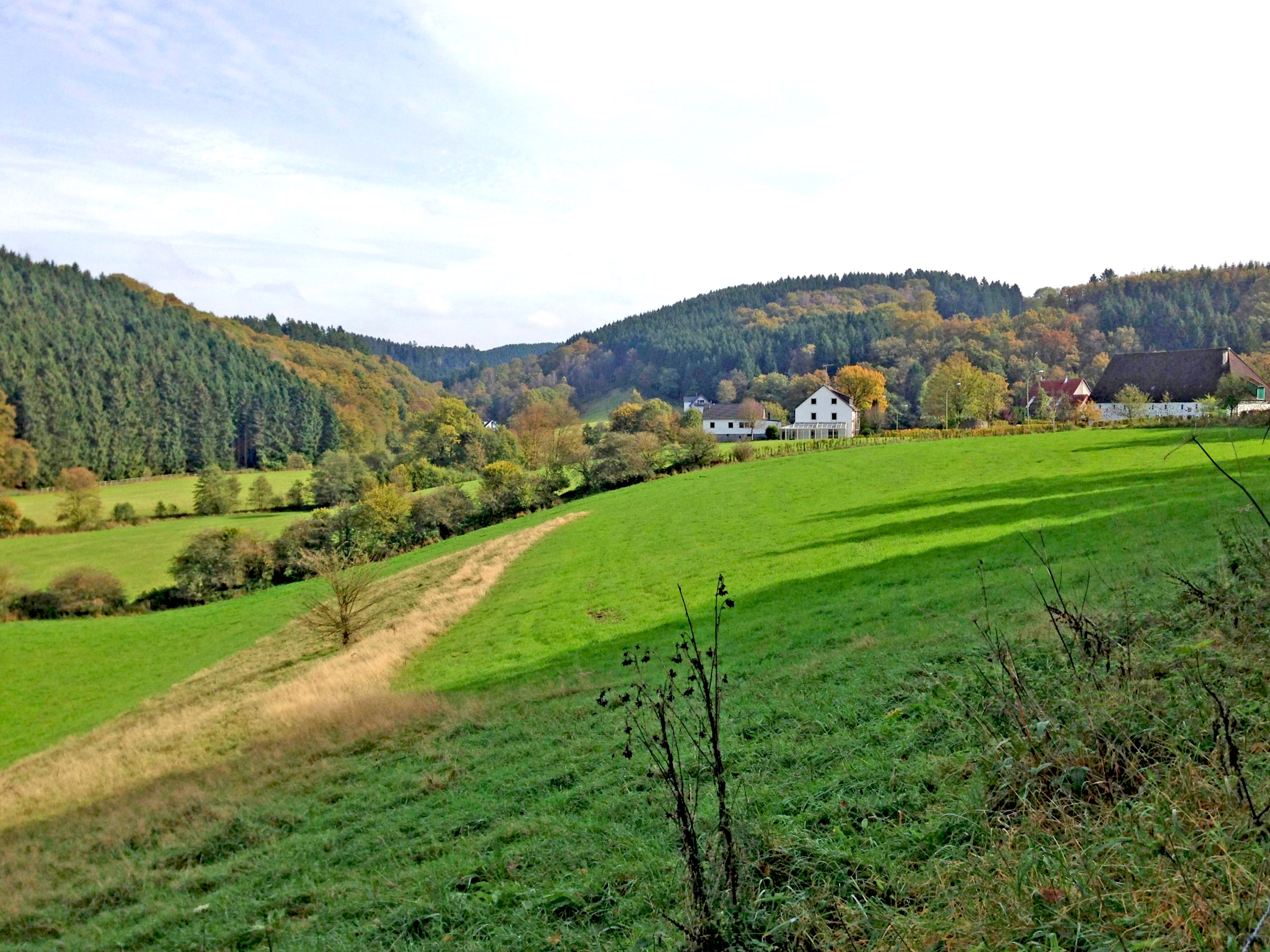
Burg im Tal der Ennepe
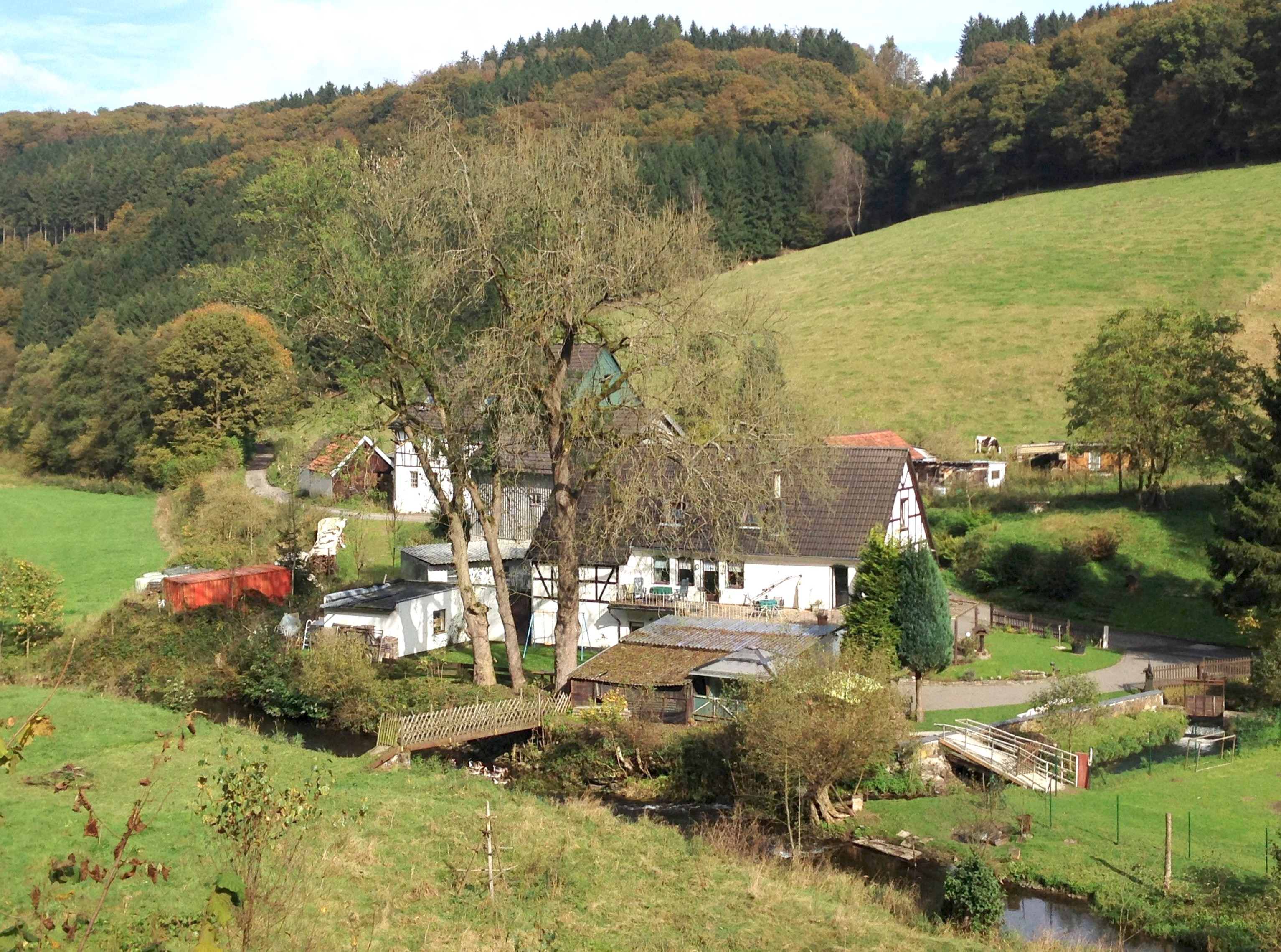
Saale an der Ennepe
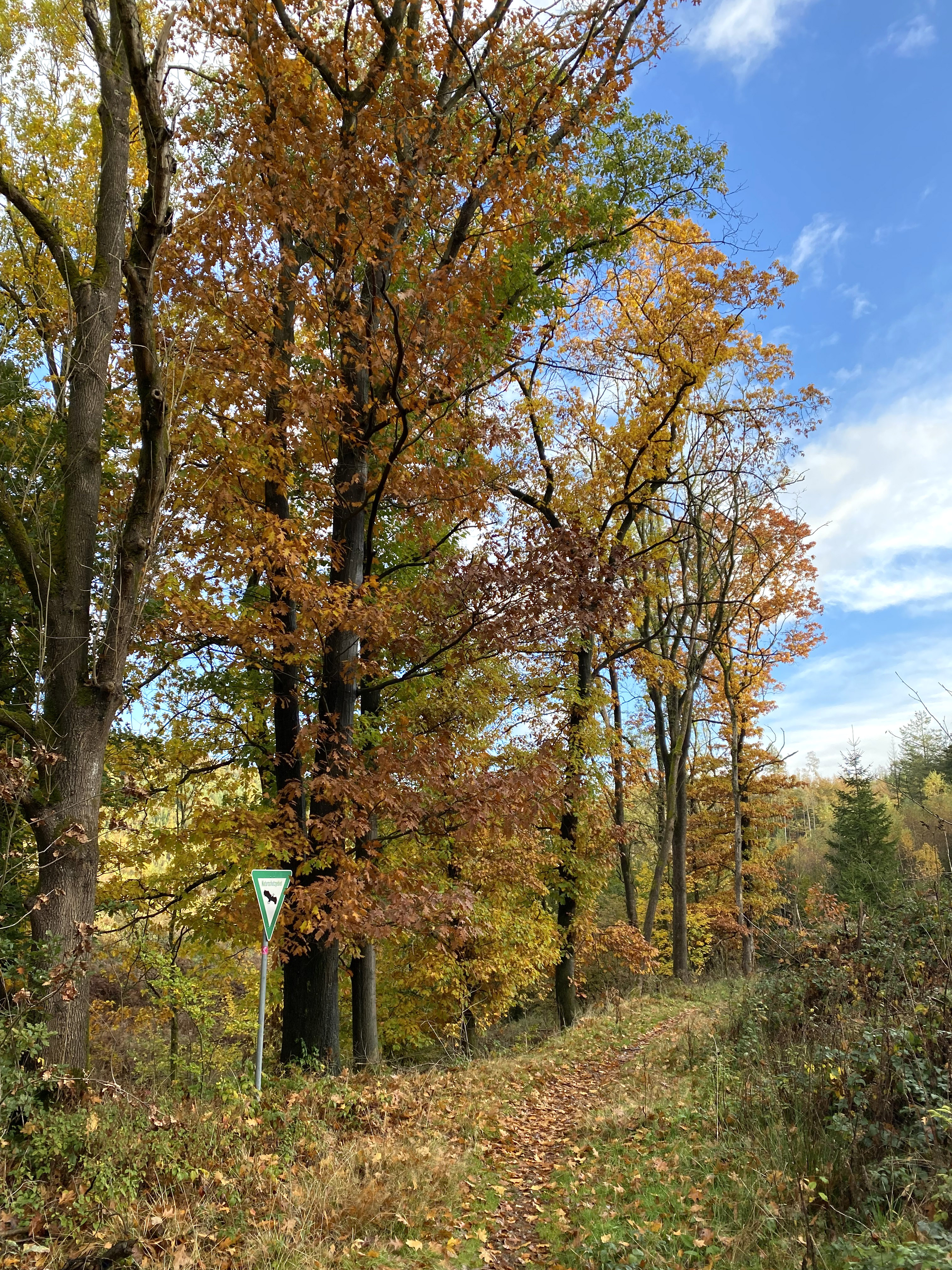
Liether Bachtal
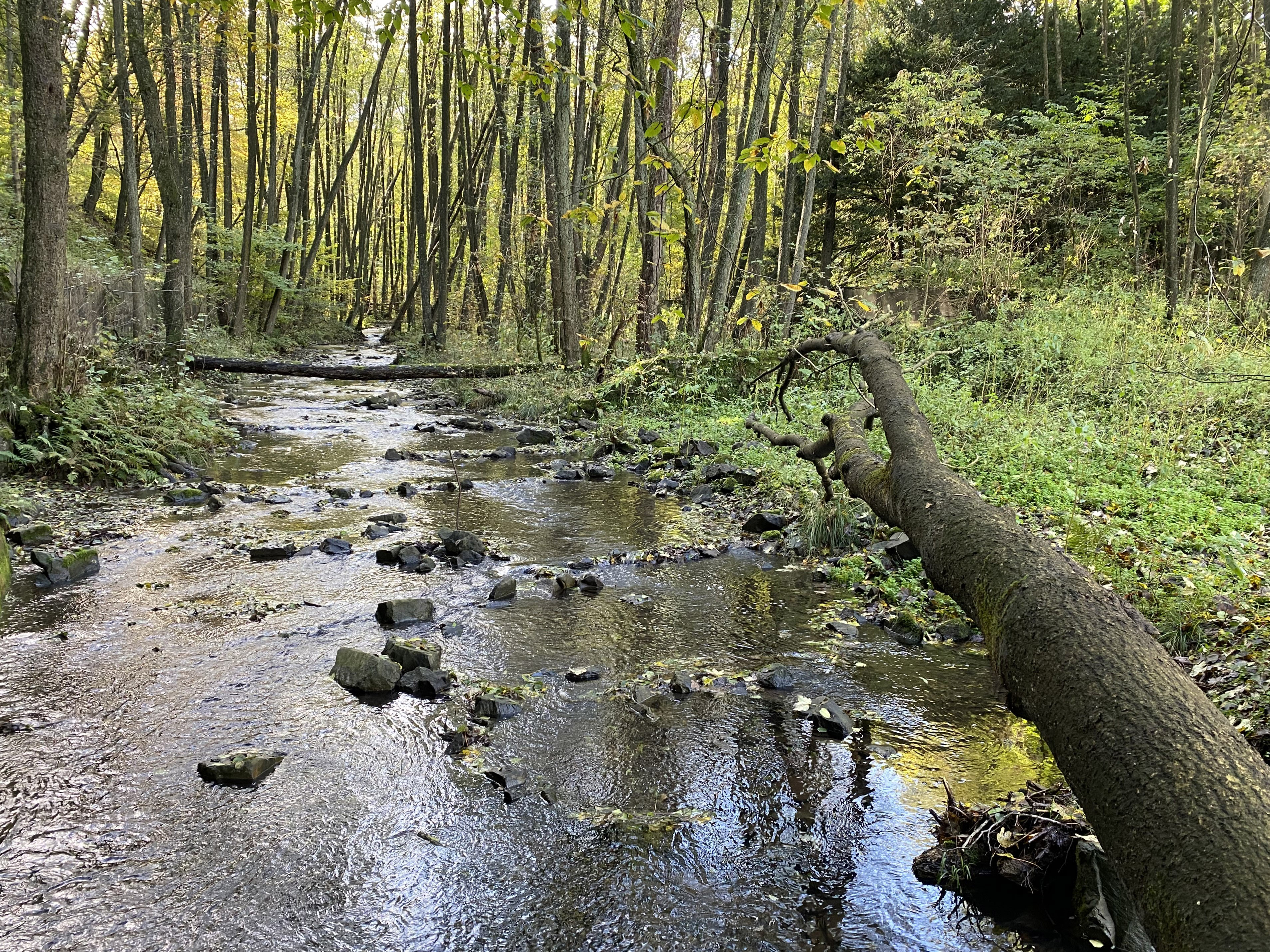
NSG Hasper Bachtal
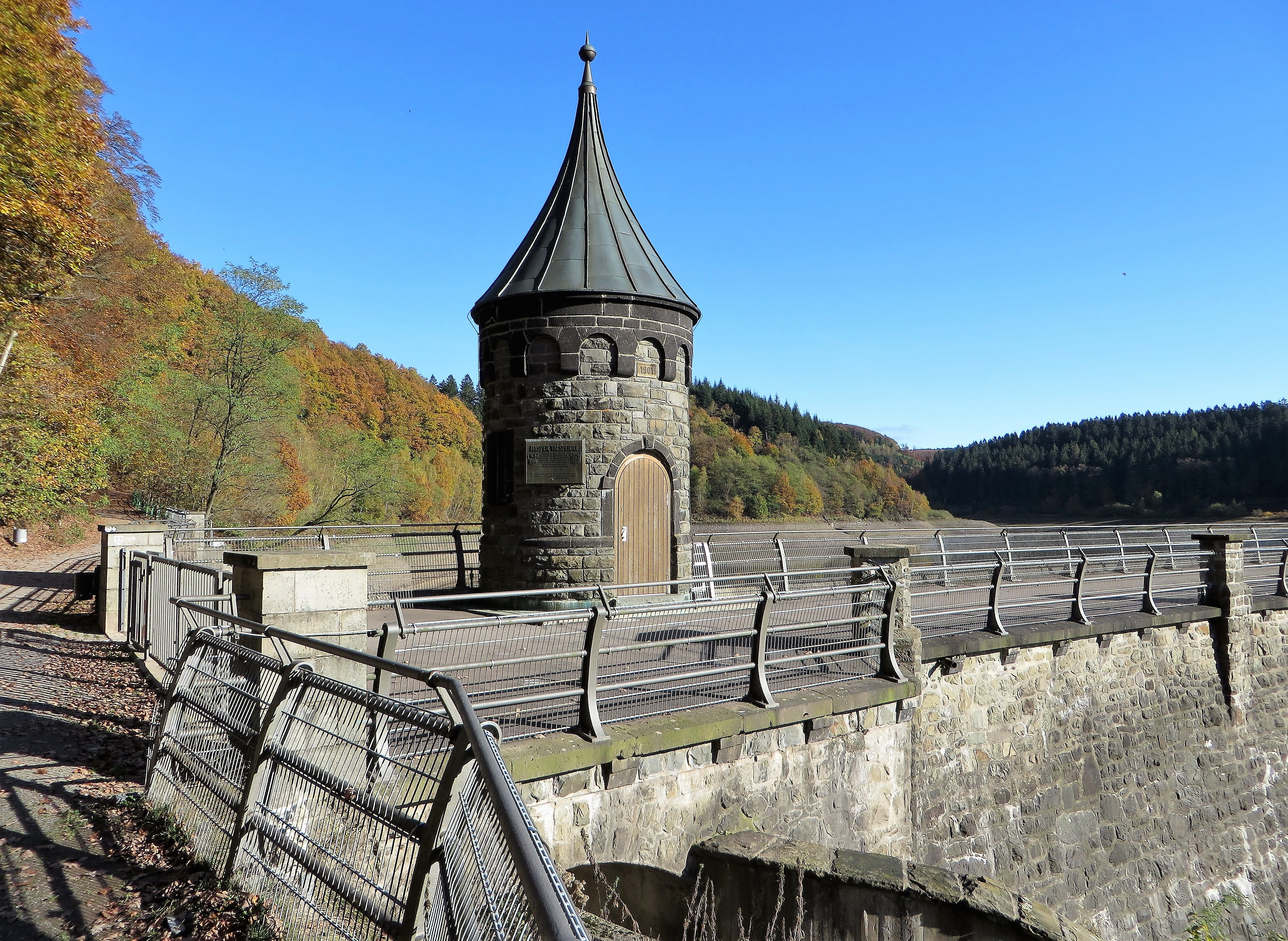
Hasper Talsperre
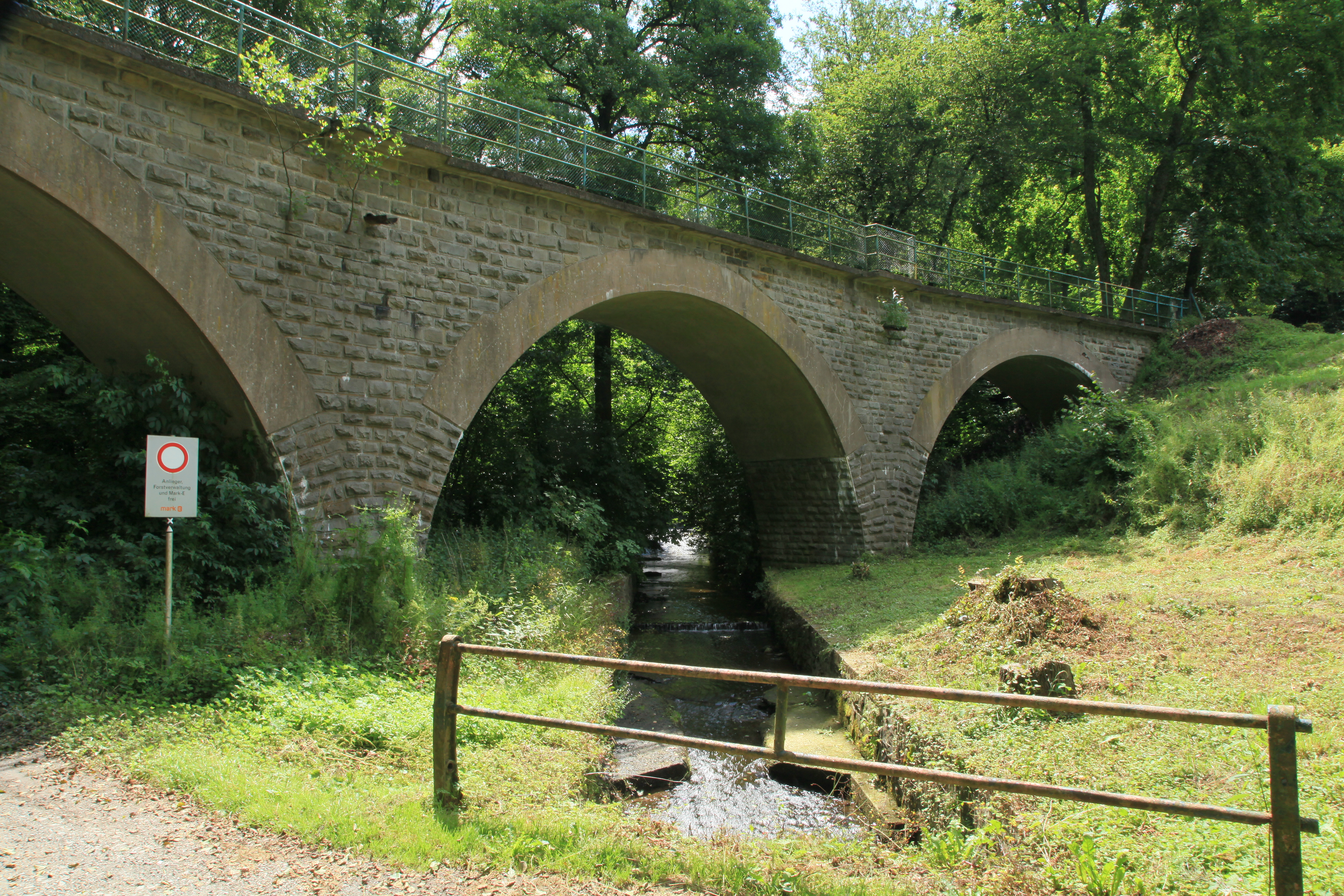
Plessen-Viadukt der ehem. Kleinbahn
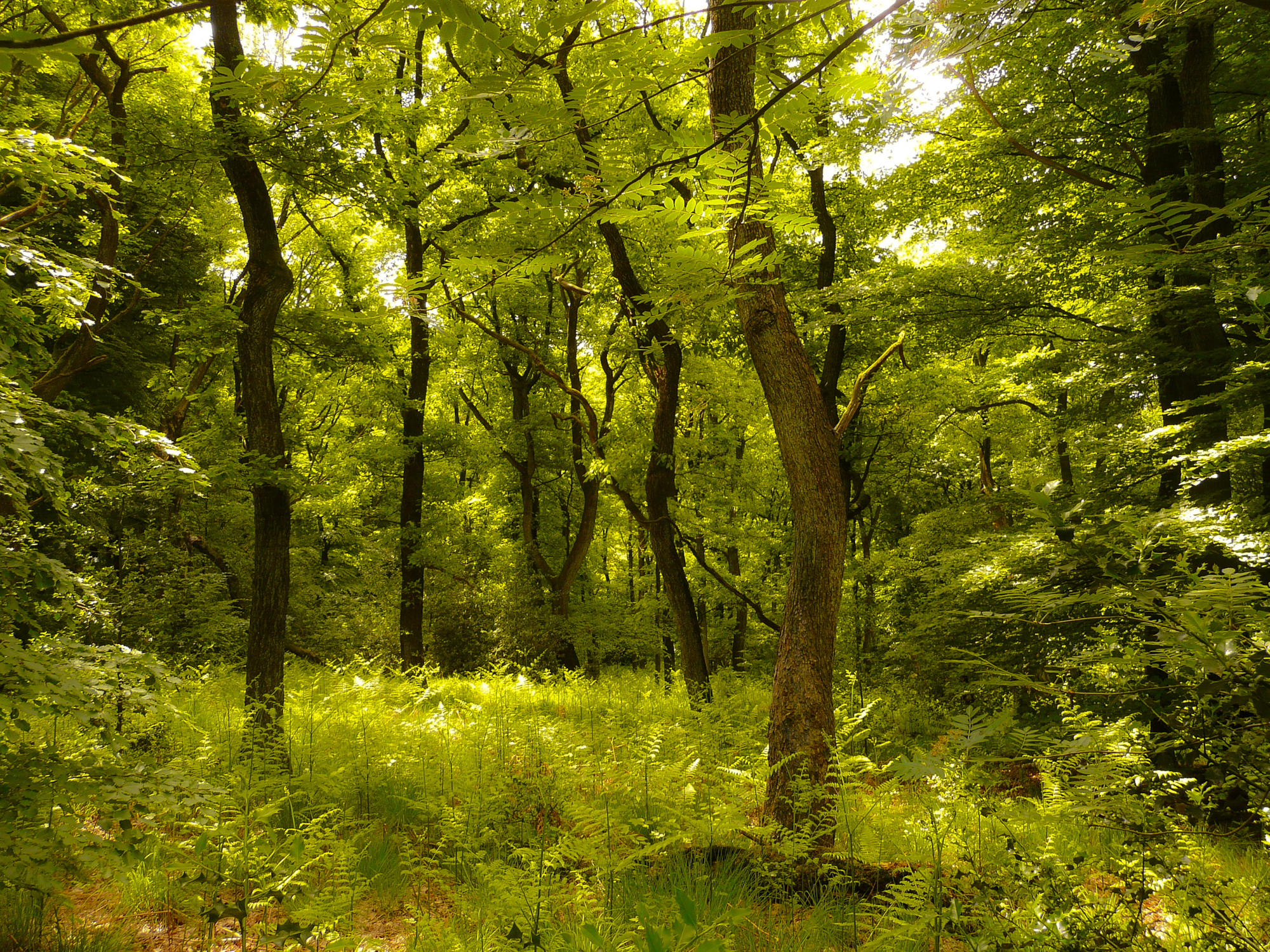
NSG Gevelsberger Stadtwald
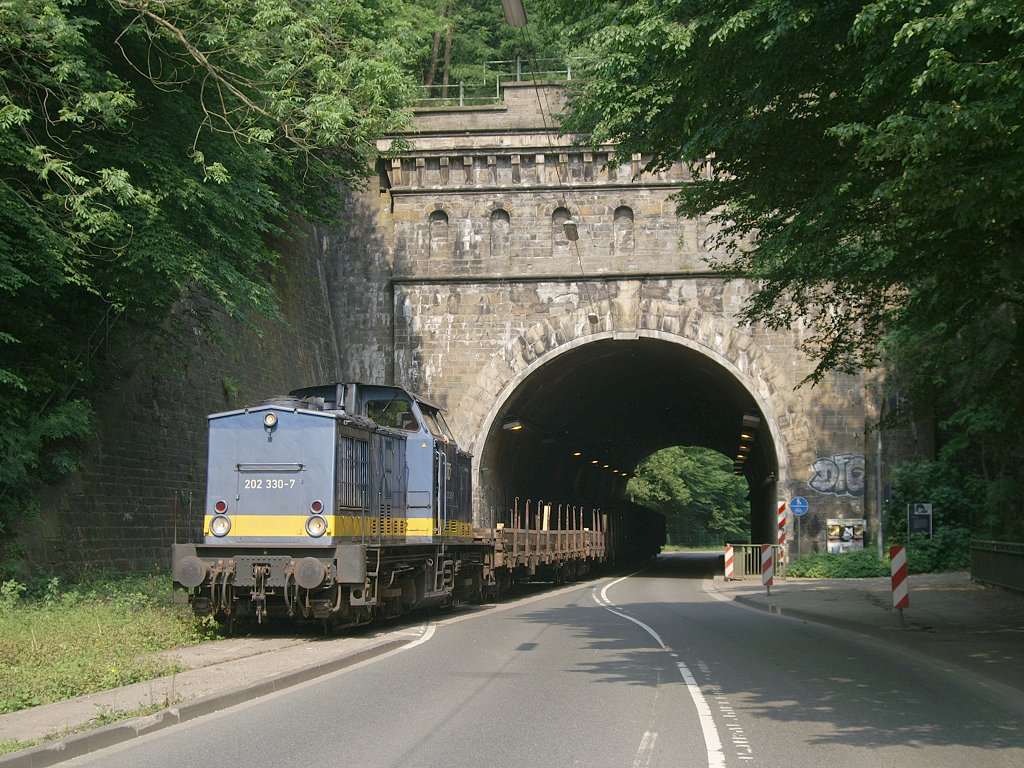
Kruiner Tunnel
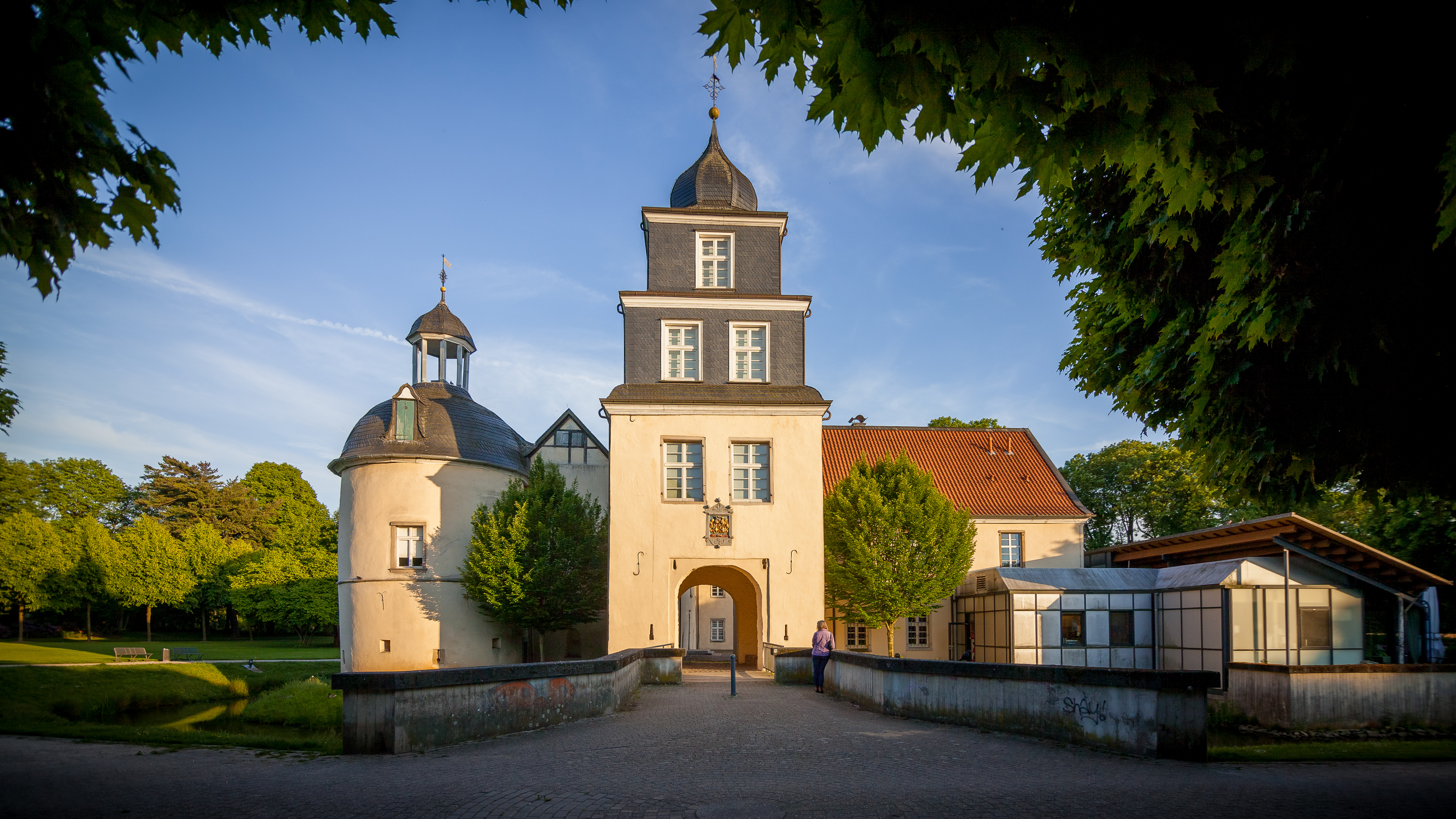
ehem. Rittergut Haus Martfeld